# Piper woytkowskii
Piper woytkowskii är en pepparväxtart som beskrevs av Truman George Yuncker. Piper woytkowskii ingår i släktet Piper och familjen pepparväxter. Inga underarter finns listade i Catalogue of Life.